# Ein Sommer auf dem Lande (1999)
Ein Sommer auf dem Lande (Originaltitel: Les enfants du marais) ist ein französischer Spielfilm von Jean Becker aus dem Jahr 1999. Er basiert auf dem Roman Les enfants du marais von Georges Montforez. Die Außenaufnahmen fanden in der Region Rhône-Alpes in den Orten Colomieu, Montmerle-sur-Saône, Trévoux und Cerdon (Ain) statt.

## Handlung
Die Geschichte spielt 1932 in der Sumpflandschaft Marais und erzählt aus der Perspektive der 5-jährigen Tochter Marie des Trunkenbolds Riton, der mit seiner Familie in einer kleinen Hütte lebt. Er ist mit seinem Nachbarn Garriss, den es 1919 nach dem Weltkrieg ebenfalls in die Sümpfe verschlagen hat, gut befreundet. Gariss will eigentlich ständig weiterziehen, aber die Sorge um Riton und dessen Familie lässt ihn verweilen.
Erzählt werden die Ereignisse eines Jahres. Arm, aber frei und ungebunden schlagen sich Gariss und Riton durchs Leben. Sie singen die Menschen in den Mai, verkaufen Frösche und Schnecken auf dem Markt und gehen bei der Gartenarbeit zur Hand. Das Leben ist nicht leicht, aber doch angenehm. Zusammen mit Freund Amédée lernen sie den reichen Monsieur Richard (Pépé) kennen, der selbst aus den Sümpfen stammt und unter der Knute seiner Tochter seiner Freiheit nachtrauert. Riton macht sich den Boxmeister Jo Sardi zum Feind und Garriss verliebt sich unglücklich in das Hausmädchen Marie.

## Kritiken
Das Lexikon des internationalen Films nannte Ein Sommer auf dem Lande „[e]ine von verhaltener Spannung und leisem Humor getragene Hymne auf die Freundschaft und die kleinen Freuden des Lebens, die in malerischen Bildern eine vergangene Epoche stimmungsvoll wiederauferstehen lässt und durch die präzise und liebevolle Figurenzeichnung einen faszinierenden ‚Sommer auf dem Lande‘ miterleben lässt“.
Die Fernsehzeitschrift Prisma lobte die „brillanten Bilde[r]“, mit denen der Regisseur „hier das Porträt zweier liebenswürdiger Lebenskünstler [schildert], die selbst in schwierigen Zeiten nicht kapitulieren“. Neben „einer brillanten Fotografie“ sei der Film auch „[d]ank sympathischer Darsteller […] ein wohltuendes Vergnügen, das angenehme Abwechslung vom amerikanischen Kommerz-Einerlei bietet“.
Laut Bayerischem Fernsehen „preist Becker die Schönheit des einfachen Lebens, formuliert eine zärtliche Ode an die Freiheit und Würde des kleinen Mannes“. Man könne dem Film daher auch „den Blick durch die rosarote Brille“ nicht übel nehmen. Herausragend seien auch die Schauspieler: „Die glänzende Besetzung – Jacques Gamblin als geheimnisvoller Einzelgänger, Jacques Villeret als sympathischer Schluckspecht, Michel Serrault als armer Reicher – und eine verführerische Kamera komplettieren das Film-Erlebnis.“

## Auszeichnungen
Der Film war in fünf Kategorien für einen César nominiert: Beste Regie, Bester Film, Beste Filmmusik, Bester Ton und Bester Nebendarsteller.